# Кингсон, Ричард
Ри́чард Пол Фрэнк Ки́нгсон (англ. Richard Paul Franck Kingson; 13 июня 1978, Аккра, Гана) — футболист, вратарь, его брат, также футболист Ларри Кингстон.
Футбольную карьеру Кингсон начал в клубе «Грейт Олимпикс», а в 20 лет переехал в Турцию, где провёл 9 лет и поиграл за 6 различных клубов. В результате столь долгого пребывания в Турции Кингсон принял турецкое гражданство и даже турецкое имя «Фарук Гюрсой». С 2007 года Кингсон выступает в Англии, сначала за «Бирмингем Сити», а затем за «Уиган Атлетик». C 2010 года играет за «Блэкпул».
В национальной сборной Ричард Кингсон выступает с 1996 года, за это время он провёл 75 игр и забил 1 гол. Был в составе сборной Ганы на двух чемпионатах мира, двух Олимпиадах и двух Кубках африканских наций.
Во время длительного выступления в турецких клубах Ричард принял турецкое гражданство и у него есть турецкое имя Фарук Гюрсой (тур. Faruk Gürsoy).
На ЧМ-2010 Кингсон сыграл во всех 5 матчах, проведённых сборной Ганы, и дошёл с ней до 1/4 финала, где Гана уступила Уругваю в серии послематчевых пенальти, которые и отражал Ричард Кингсон.
На кубке АФК Ричард забил гол в ворота сборной Нигерии (тогдашнего чемпиона). Также забивал за «Анкараспор».